# Irving Tennis Classic
El Irving Tennis Classic (anteriormente conocido como Dallas Tennis Classic) es un torneo de tenis celebrado en Irving (Texas), Estados Unidos desde el año 2012. El evento forma parte del ATP Challenger Tour y se juega en canchas duras al aire libre.

## Finales anteriores

### Individuales
| Año  | Campeón           | Finalista         | Resultado        |
| ---- | ----------------- | ----------------- | ---------------- |
| 2017 | Aljaž Bedene      | Mikhail Kukushkin | 6–4, 3–6, 6–1    |
| 2016 | Marcel Granollers | Aljaž Bedene      | 6–1, 6–1         |
| 2015 | Aljaž Bedene      | Tim Smyczek       | 7–6(3), 3–6, 6–3 |
| 2014 | Lukáš Rosol       | Steve Johnson     | 6–0, 6–3         |
| 2013 | Jürgen Melzer     | Denis Kudla       | 6–4, 2–6, 6–1    |
| 2012 | Frank Dancevic    | Igor Andreev      | 7–6(4), 6–3      |

### Dobles
| Año  | Campeón                              | Finalista                          | Resultado         |
| ---- | ------------------------------------ | ---------------------------------- | ----------------- |
| 2017 | Marcus Daniell Marcelo Demoliner     | Oliver Marach Fabrice Martin       | 6–3, 6–4          |
| 2016 | Nicholas Monroe Aisam-ul-Haq Qureshi | Chris Guccione André Sá            | 6–2, 5–7, [10–4]  |
| 2015 | Robert Lindstedt Sergiy Stakhovsky   | Benjamin Becker Philipp Petzschner | 6–4, 6–4          |
| 2014 | Santiago González Scott Lipsky       | John-Patrick Smith Michael Venus   | 4–6, 7–67, [10–7] |
| 2013 | Jürgen Melzer Philipp Petzschner     | Eric Butorac Dominic Inglot        | 6–3, 6–1          |
| 2012 | Santiago González Scott Lipsky       | Bobby Reynolds Michael Russell     | 6–4, 6–3          |